# Moline
För andra betydelser, se Moline (olika betydelser).
Moline är en stad i Rock Island County, Illinois, USA, med 43.768 invånare (2000). Den ingår i Quad Cities.